# The Ref
The Ref, ook bekend als Hostile Hostages, is een Amerikaanse komediefilm uit 1994, geregisseerd door Ted Demme en geproduceerd door Don Simpson en Jerry Bruckheimer. De hoofdrollen worden vertolkt door Denis Leary, Judy Davis en Kevin Spacey.

## Verhaal
Het ruziënde echtpaar Caroline en Lloyd wordt op kerstavond gekidnapt door de voortvluchtige inbreker Gus. Gus wordt gek van de ruzies tussen het echtpaar en trekt zijn wapen. Hierdoor beginnen Caroline en Lloyd eindelijk naar elkaar te luisteren. Plotseling komt de gevreesde moeder van Lloyd eten, Gus doet net of hij hun relatietherapeut is.

## Rolbezetting
| Acteur                    | Personage                     |
| ------------------------- | ----------------------------- |
| Denis Leary               | Gus                           |
| Judy Davis                | Caroline Chasseur             |
| Kevin Spacey              | Lloyd Chasseur                |
| Robert J. Steinmiller Jr. | Jesse Chasseur                |
| Glynis Johns              | Rose Chasseur                 |
| Raymond J. Barry          | Lt. Huff                      |
| Richard Bright            | Murray                        |
| Christine Baranski        | Connie Chasseur               |
| Adam LeFevre              | Gary Chasseur                 |
| Phillip Nicoll            | John Chasseur                 |
| Ellie Raab                | Mary Chasseur                 |
| Bill Raymond              | George                        |
| John Scurti               | Lt. Steve Milford             |
| Jim Turner                | Phil                          |
| Herbie Ade                | Herbie de Barman              |
| Ron Gabriel               | Limo Chauffeur                |
| Scott Walker              | Will Warren                   |
| Edward Saxon              | TV Verslaggever Mike Michaels |
| Donna Holgate             | Karen de Nieuwslezer          |
| Kenneth Utt               | Jeremiah Willard              |
| Marilyn Stonehouse        | Winkel Kassier                |
| Victoria Mitchell         | Winkel Kassier                |
| Cort Day                  | Vrijwilliger                  |
| Robert Ridgely            | Bob Burley                    |
| Charles Kerr              | Staatsburger                  |
| Derek Keurvorst           | Staatsburger                  |
| Caroline Yeager           | Staatsburgeres                |
| J.K. Simmons              | Siskel                        |
| Max Piersig               | Cadet                         |
| Victor Erdos              | Cadet                         |
| John Benjamin Hickey      | Oude Politieagent             |
| Chris Phillips            | Oude Politieagent             |
| Stephen Hunter            | Oude Politieagent             |
| Philip Akin               | Staat Trooper                 |
| Arthur J. Nascarella      | Staat Trooper                 |
| Vincent Pastore           | Staat Trooper                 |
| Tony Craig                | Staat Trooper                 |
| Robert Collins            | Staat Trooper                 |
| Peter Krantz              | Staat Trooper                 |
| Robert Kroonenberg        | Staat Trooper                 |